# Antsahalava
Antsahalava – gmina na Madagaskarze, w regionie Vakinankaratra, w dystrykcie Antanifotsy. W 2001 roku zamieszkana była przez 29 983 osób. Siedzibę administracyjną stanowi miejscowość Antsahalava.